# Флуорит
Флуорит (флуорспар) је халидни минерал који се на Мосовој скали налази под бројем 4. Његова хемијска формула је 2. Он је тесерални минерал са кубним хабитатом, мада су октоедрална и комплексније изометријске форме познате.
Он је најраспрострањенији минерал флуора. Има га у хидротермалним жилама, где је налази заједно са сулфидима. Флуорит је настао путем пнеуматолитских процеса, па се налази с осталим пнеуматолитским минералима (турмалином и топазом), а затим и у шупљинама неких еруптивних стена. Он је исто тако присутан као везиво неких пешчаника, где је настао хидротермалним путем. Може се наћи и у седиментима врућих извора. Познати локалитети су: Немачка, Аустрија, Шпанија, Чешка, БиХ, Русија, Намибија.
Употребљава се за добијање флуороводоника, у топионицама за добивање житких растопа, у оптици за производњу акроматских флуоритских сочива, а и као украсни камен. Различито је обојен, ређе безбојан. Обојени флуорити показују флуоресценцију.